# 王彤 (北疆军区)
王彤（1926年11月—2017年3月7日）山西省赵城县人，中国人民解放军北疆军区政治委员。

## 生平
1938年1月王彤入伍，1942年7月加入中国共产党。历任中国人民解放军步兵第四师政治部主任、副政委、政委，新疆维吾尔自治区公安厅军管会主任。1981年2月至1983年5月任中国人民解放军北疆军区副政治委员。1983年5月至1985年10月任中国人民解放军北疆军区政治委员。离休后为正军职离休干部。 
2017年3月7日，王彤在新疆乌鲁木齐病逝，享年91岁。